# Ernst Loof
Ernst Loof, nemški dirkač Formule 1, * 4. julij 1907, Neindorf, Oschersleben, Nemčija, † 3. marec 1956, Bonn, Nemčija.
Ernst Loof je pokojni nemški dirkač Formule 1. V svoji karieri je nastopil le na domači dirki za Veliko nagrado Nemčije v sezoni 1953, kjer je z dirkalnikom Veritas Meteor lastnega privatnega moštva odstopil v prvem krogu zaradi okvare črpalke za gorivo. Umrl je leta 1956 za rakom.

## Popolni rezultati Formule 1
(legenda) (odebeljene dirke pomenijo najboljši štartni položaj, poševne pa najhitrejši krog, †-uvrščen kljub odstopu)
| Leto | Moštvo     | Šasija         | Motor              | 1   | 2   | 3   | 4   | 5   | 6  | 7       | 8   | 9   | Prv | Toč |
| ---- | ---------- | -------------- | ------------------ | --- | --- | --- | --- | --- | -- | ------- | --- | --- | --- | --- |
| 1953 | Ernst Loof | Veritas Meteor | Veritas Straight-6 | ARG | 500 | NIZ | BEL | FRA | VB | NEM Ret | ŠVI | ITA | -   | 0   |